# Loes Gunnewijk
Loes Gunnewijk (Groenlo, 27 de noviembre de 1980) es una ciclista profesional neerlandesa. Debutó como profesional en 2002 y en ese primer año ya fue segunda en el Campeonato de los Países Bajos Contrarreloj. Durante su carrera deportiva ha conseguido una etapa del Giro de Italia Femenino y dos del Tour de l'Aude Femenino siendo su mejor temporada la del 2010 con las victorias en el Tour de Flandes y el Tour de Drenthe (pruebas puntuables para la Copa del Mundo) además de en el Campeonato de los Países Bajos en Ruta. Participó en la prueba en ruta de los Juegos Olímpicos de Londres 2012 donde abandonó.

## Palmarés
2002
- 2.ª en el Campeonato de los Países Bajos Contrarreloj
- Omloop van Borsele

2003
- 1 etapa del Giro de Italia Femenino
- 2.ª en el Campeonato de los Países Bajos Puntuación
- 3.ª en el Campeonato de los Países Bajos Persecución

2004
- 2.ª en el Campeonato de los Países Bajos Contrarreloj

2005
- 1 etapa del Tour de l'Aude Femenino
- 2.ª en el Campeonato de los Países Bajos Contrarreloj

2006
- 1 etapa del Tour de l'Aude Femenino
- Campeonato de los Países Bajos Contrarreloj
- 1 etapa de La Route de France Féminine
- 1 etapa de la Novilon Internationale Damesronde van Drenthe

2008
- 3.ª en el Campeonato de los Países Bajos Contrarreloj

2010
- Tour de Flandes
- Tour de Drenthe
- Campeonato de los Países Bajos en Ruta

2011
- 3.ª en el Campeonato de los Países Bajos Contrarreloj
- 1 etapa del Holland Ladies Tour

2012
- Omloop Het Nieuwsblad

2014
- Tour Down Under

## Resultados en Grandes Vueltas y Campeonatos del Mundo
Durante su carrera deportiva ha conseguido los siguientes puestos en las Grandes Vueltas femeninas y en los Campeonatos del Mundo en carretera:
| Carrera              | 2002 | 2003 | 2004 | 2005 | 2006 | 2007 | 2008 | 2009 | 2010 | 2011 | 2012 | 2013 | 2014 |
| -------------------- | ---- | ---- | ---- | ---- | ---- | ---- | ---- | ---- | ---- | ---- | ---- | ---- | ---- |
| Giro de Italia       | -    | -    | -    | -    | -    | 42.ª | -    | Ab.  | -    | 51.ª | 36.ª | 57.ª | 74.ª |
| Tour de l'Aude       | -    | 38.ª | -    | 12.ª | Ab.  | 18.ª | 50.ª | 9.ª  | 9.ª  | X    | X    | X    | X    |
| Grande Boucle        | -    | -    | X    | -    | -    | -    | 9ª   | -    | X    | X    | X    | X    | X    |
| Mundial en Ruta      | -    | -    | -    | -    | -    | -    | -    | 45.ª | 31.ª | 95.ª | Ab.  | Ab.  | -    |
| Mundial Contrarreloj | -    | -    | 31.ª | -    | 21.ª | -    | -    | -    | -    | -    | -    | 14.ª | -    |
| Mundial de Ciclocrós | -    | -    | -    | -    | -    | 20.ª | -    | -    | -    | -    | -    | -    | -    |

-: no participa

Ab.: abandono

X: ediciones no celebradas

## Equipos
- Ondernemers van Nature/Vrienden Van Het Platteland (2002-2005)
  - Ondernemers van Nature (2002-2003)
  - Ondernemers van Nature-Vrienden Van Het Platteland (2004)
  - Vrienden Van Het Platteland (2005)
- Flexpoint (2006-2009)
  - Buitenpoort-Flexpoint Team (2006)
  - Team Flexpoint (2007-2009)
- Nederland Bloeit (2010-2011)
- GreenEDGE/Orica (2012-2014)
  - GreenEDGE (2012) (hasta mayo)
  - Orica-AIS (2012-2015)